# Ambré (papillon)
Colias  hecla
Espèce
L‘Ambré ou Coliade orangé (Colias  hecla) est un insecte lépidoptère de la famille des Pieridae, de la sous-famille des Coliadinae et du genre Colias.
L'ambré est un papillon holarctique.

## Taxonomie
L'espèce Colias hecla a été décrite et nommée par l'entomologiste français Alexandre Louis Lefebvre en 1836. L'épithète spécifique hecla fait référence à l'Islande d'où provenait le spécimen ayant servit à la description originale.

### Publication originale
- Lefebvre, A. 1836. Description d'une nouvelle espèce de Coliade. Annales de la Société entomologique de France, 6: 383-387. (lire en ligne)

### Sous-espèces  et formes
- Colias hecla ssp hecla présent au Groenland et dans tout le Canada
- Colias hecla ssp glacialis présent en Alaska and les territoires du nord du Canada Yukon, Québec, Labrador.
- Colias hecla ssp hela au Canada dans le nord du Manitoba[2]
- Colias hecla aquilonaris synonyme Colias hecla orientis dans la région de Tchoukotka
- Colias hecla ssp sulitelma en Scandinavie et dans le nord-ouest de la Sibérie
- Colias hecla zamolodchikovi Tchoukotka, l'extrémité est de la Sibérie
- Colias hecla sulitelma considéré par certains comme une espèce à part entière Colias sulitelma. Colias hecla zamolodchikovi est alors considéré comme une sous-espèce de Colias sulitelma, nommée Colias sulitelma zamolodchikovi.

Pour d'autres Colias canadensis est une sous-espèce de Colias hecla, Colias hecla canadensis.

### Noms vernaculaires
L'Ambré ou Coliade orangé au Canada, se nomme Northern Clouded Yellow ou Hecla Sulphur en anglais.

### Espèce ressemblante
Aucune dans son aire de répartition en Europe, sauf si un souci migrait aussi au nord.
Au Canada les autres colias nordiques orange sont Colias meadii, dont le dessus des ailes est d'un orange plus intense, et le dessous, d'un vert plus prononcé, Colias eurytheme  qui cohabite avec Colias hecla dans le nord de l'Alberta qui possède des points submarginaux bruns en dessous des ailes.

## Description
L'Ambré est un papillon de taille moyenne. Le mâle est de couleur jaune orangé, la femelle est jaune plus clair, le revers est, pour les deux sexes, verdâtre grisé avec une tache orange au centre de l'aile antérieure.

### Chenille
Les œufs éclosent en une à deux semaines, et donnent des chenilles vertes ornées à maturité d'une fine raie blanche à points noirs sur les côtés.

## Biologie

### Période de vol et hivernation
C'est la chenille qui hiverne dès son éclosion, elle hivernera alors un second hiver sous forme de chrysalide. Dans les régions côtières le passage d'œuf à chrysalide peut s'effectuer en un seul été.
L'Ambré vole de juin à août, en une seule génération.

### Plantes hôtes
La plante hôtes de sa chenille est astragalus alpinus (du genre astragalus).

## Écologie et distribution
L'Ambré est présent dans la région arctique, Scandinavie, Péninsule tchouktche, Groenland et nord de l'Amérique. C'est une espèce circumpolaire.

### Biotope
L'Ambré est inféodé à la toundra.